# Doc plutitor

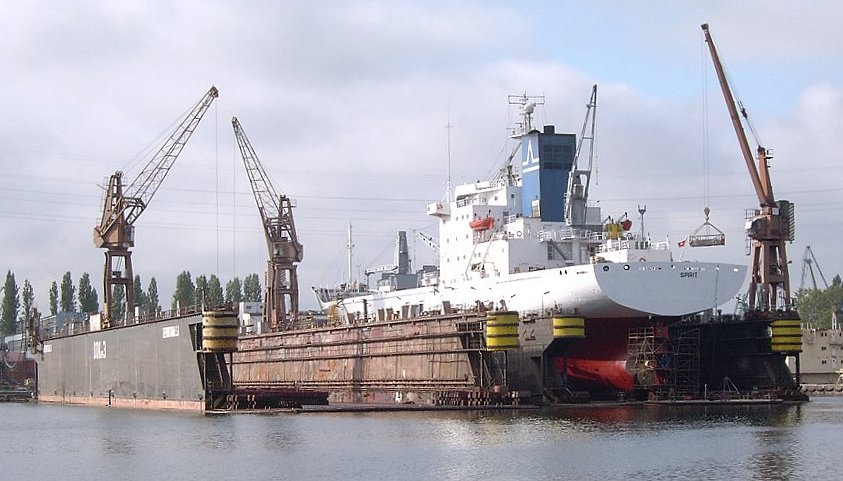
Docuri plutitoare

Un doc plutitor este o construcție plutitoare folosită, pentru ridicarea navelor din apă în vederea întreținerii și reparațiilor la opera vie. Este format dintr-un ponton mare compartimentat sau din mai multe pontoane separate, legate rigid între ele, constituind o punte rezistentă ce susține nava sau navele andocate. Docul este mărginit într-un bord sau în ambele borduri de compartimente etanșe înalte, numite „bajoaiere", în care sunt plasate instalațiile de pompare, punctul de comandă, uzina electrică, ateliere, locuințe etc.
Pe puntea bajoaierelor sunt instalate macarale mobile cu portal, cu ajutorul cărora sunt manipulate greutățile mari.
Pe puntea docului se aranjează „calajul", în funcție de dimensiunea și forma navei.
Pentru andocarea navei se inundă compartimentele pontonului până ce întreaga construcție se afundă cu calajul la pescajul ce asigură intrarea navei; după intrarea și centrarea navei pe scaune se evacuează lent apa din compartimentele etanșe și docul, împreună cu nava, se ridică la suprafață.
Docul plutitor se mai utilizează pentru transportarea nevelor de mere tonaj de la (și la) șantierele navale din interiorul țării pe apele interne spre porturile de dislocație datorită faptului că linia de plutire (waterline) la doc se reduce la 1,5-2 metri în comparație cu cea a navei transportate de 5-10 metri.